# Landkreis Bonn
Der Landkreis Bonn war von 1816 bis 1969 ein Landkreis im Regierungsbezirk Köln. Mit diesem gehörte er zunächst zur preußischen Provinz Jülich-Kleve-Berg, ab 1822 zur Rheinprovinz und ab 1946 zu Nordrhein-Westfalen. Bis zur 1887 erfolgten Ausgliederung der Stadt Bonn, die dennoch die ganze Zeit über Sitz der Kreisverwaltung war, trug die Verwaltungseinheit den Namen Kreis Bonn. Seit 1969 gehört das Gebiet zur Stadt Bonn und zum Rhein-Sieg-Kreis.

## Nachbarkreise
Der Kreis grenzte Anfang 1969 im Uhrzeigersinn im Westen beginnend an die Landkreise Euskirchen und Köln, den Siegkreis, die kreisfreie Stadt Bonn (alle in Nordrhein-Westfalen) sowie an die Landkreise Neuwied und Ahrweiler (beide in Rheinland-Pfalz).

## Verwaltungsgeschichte
Hervorgegangen war der Kreis in seinen linksrheinischen Teilen aus den während der Zugehörigkeit zu Frankreich 1798 bis 1814 eingerichteten Kantonen Bonn interne und Bonn externe im Arrondissement de Bonn im Rhein-Mosel-Département sowie dem Kanton Brühl im Arrondissement de Cologne im Rur-Departement. Rechts des Rheins kam die ehemalige Mairie Vilich hinzu, vormals Teil des Kantons Königswinter im Arrondissement Mülheim am Rhein, das zum Département Rhein im von 1806 bis 1813 bestehenden, französisch beherrschten Großherzogtum Berg gehörte.
Der 1816 neu gebildete Kreis gliederte sich zunächst in neun Bürgermeistereien:
- Bürgermeisterei Bonn; heute Teil der Stadt Bonn
- Bürgermeisterei Godesberg heute Teil des  Bonner Stadtbezirks Bad Godesberg
- Bürgermeisterei Hersel; heute Stadt Wesseling im Rhein-Erft-Kreis und Teil der Stadt Bornheim im Rhein-Sieg-Kreis.
- Bürgermeisterei Oedekoven; heute Teil der Gemeinde Alfter im Rhein-Sieg-Kreis und der Stadt Bonn
- Bürgermeisterei Poppelsdorf; heute Teil der Stadt Bonn
- Bürgermeisterei Sechtem; heute Teil der Stadt Bornheim im Rhein-Sieg-Kreis
- Bürgermeisterei Vilich; 1922 in Bürgermeisterei Beuel umbenannt; heute Teil des Bonner Stadtbezirks Beuel
- Bürgermeisterei Villip; heute Gemeinde Wachtberg im Rhein-Sieg-Kreis
- Bürgermeisterei Waldorf; heute Teil der Stadt Bornheim im Rhein-Sieg-Kreis

Mit der Einführung der Gemeindeordnung für die Rheinprovinz von 1845 wurden die meisten Bürgermeistereien des Kreises in mehrere Gemeinden untergliedert. Der Kreis Bonn war seitdem wie folgt gegliedert:
| Verwaltungsgliederung 1846 | Verwaltungsgliederung 1846                                                                           |
| Bürgermeisterei            | Gemeinden                                                                                            |
| -------------------------- | --- |
| Bonn                       | Bonn                                                                                                 |
| Godesberg                  | Friesdorf, Godesberg, Lannesdorf, Mehlem, Muffendorf, Plittersdorf, Rüngsdorf                        |
| Hersel                     | Hersel, Keldenich, Uedorf, Urfeld, Wesseling, Widdig                                                 |
| Oedekoven                  | Alfter, Buschdorf, Gielsdorf, Impekoven, Lessenich, Oedekoven, Witterschlick                         |
| Poppelsdorf                | Dottendorf, Duisdorf, Endenich, Ippendorf, Kessenich, Lengsdorf, Poppelsdorf, Röttgen                |
| Sechtem                    | Merten, Rösberg, Sechtem, Walberberg                                                                 |
| Vilich                     | Vilich                                                                                               |
| Villip                     | Berkum, Gimmersdorf, Holzem, Ließem, Niederbachem, Oberbachem, Pech, Pissenheim, Villip, Züllighoven |
| Waldorf                    | Bornheim-Brenig, Kardorf-Hemmerich, Roisdorf, Waldorf                                                |

Der Kreis Bonn in seiner ursprünglichen Abgrenzung

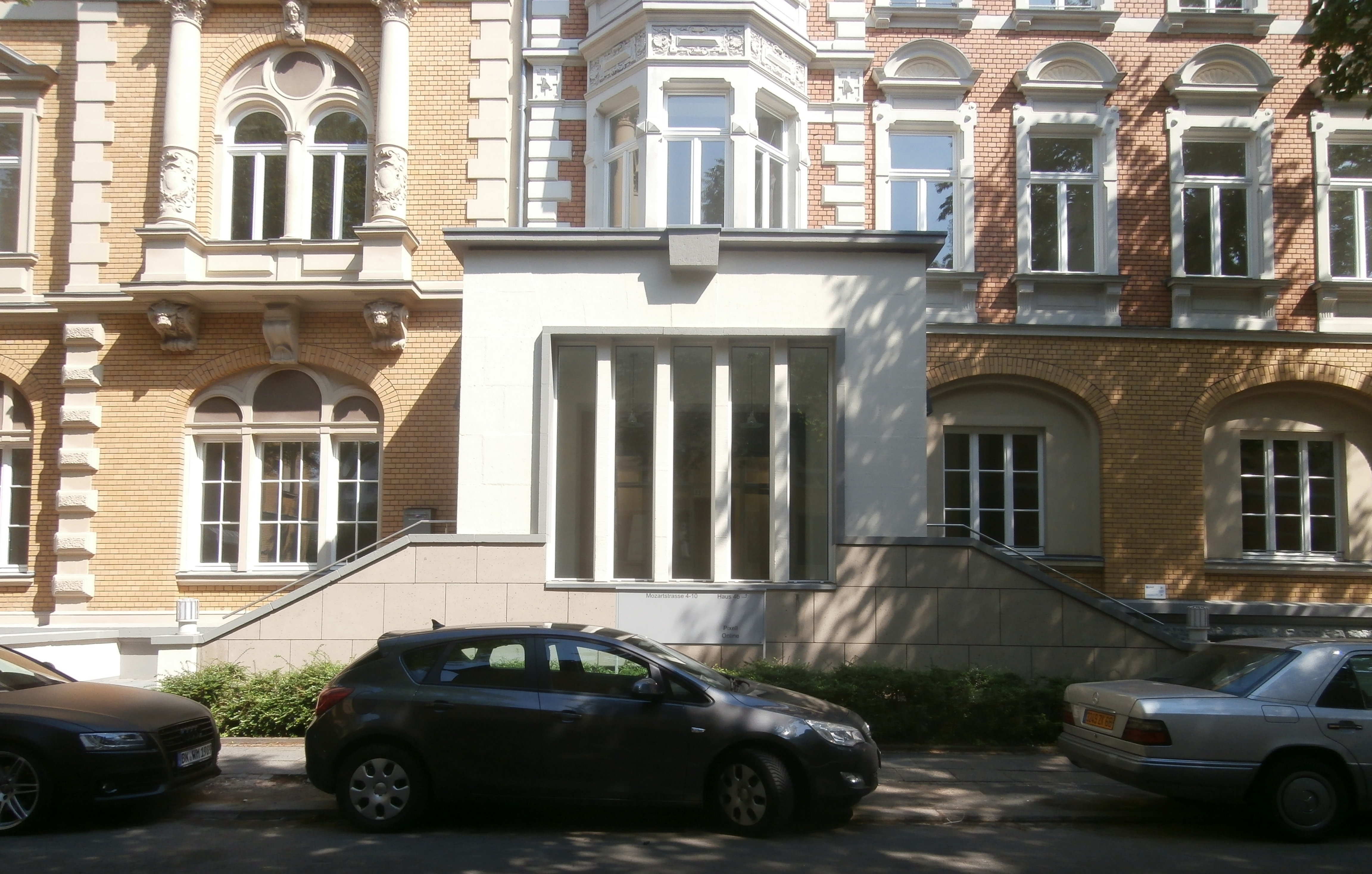
Ehemaliges Kreishaus, Mozartstraße 4–10 (Bonn)

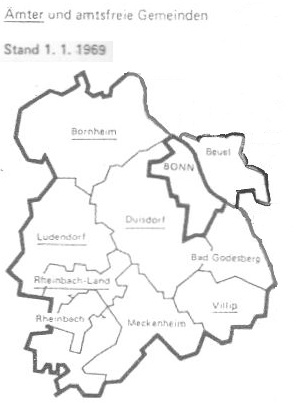
Ämter und amtsfreie Gemeinden im Landkreis Bonn (1968)

Bonn erhielt 1856 die Rheinische Städteordnung und schied 1887 als neuer Stadtkreis aus dem Kreis Bonn aus, der seitdem als Landkreis bezeichnet wurde. Das Landratsamt (später: Kreishaus) befand sich seit 1892 in einem neuerrichteten Gebäude in der Bonner Weststadt (Mozartstraße 10) und weitete sich später auf die benachbarten Häuser (Mozartstraße 4–10) aus.
1899 wurden Plittersdorf und Rüngsdorf nach Godesberg eingemeindet; 1904 auch Friesdorf. Im Jahre 1904 wurden außerdem Dottendorf, Endenich, Kessenich und Poppelsdorf nach Bonn eingemeindet. Die verbleibenden Gemeinden der Bürgermeisterei Poppelsdorf bildeten seitdem die Bürgermeisterei Duisdorf. Im Jahre 1915 wurde auch Muffendorf nach Godesberg eingemeindet.
Die Bürgermeisterei und Gemeinde Vilich wurde 1922 in Beuel umbenannt. Seit dem 1. Oktober 1926 hieß Godesberg amtlich Bad Godesberg. Wie in der gesamten Rheinprovinz wurden 1927 die Bürgermeistereien in Ämter umbenannt.
Im Rahmen einer größeren Gebietsreform kam am 1. Oktober 1932 der überwiegende Teil des aufgelösten Kreises Rheinbach zum Landkreis Bonn hinzu, der seinerseits die Gemeinden Keldenich und Wesseling an den Landkreis Köln abgab. Zum Landkreis Bonn kamen:
- die Stadt Rheinbach
- das Amt Rheinbach-Land mit den Gemeinden Flerzheim, Hilberath, Neukirchen, Niederdrees, Oberdrees, Queckenberg, Ramershoven, Todenfeld und Wormersdorf
- das Amt Adendorf mit den Gemeinden Adendorf, Altendorf, Arzdorf, Ersdorf, Fritzdorf, Lüftelberg, Meckenheim und Merl
- das Amt Ollheim mit den Gemeinden Buschhoven, Essig, Heimerzheim, Ludendorf, Miel, Morenhoven, Odendorf und Ollheim

Am 7. Mai 1934 wurde das Amt Waldorf in Amt Bornheim umbenannt. Im selben Jahr wurde Pissenheim in Werthhoven umbenannt. Zu weiteren Neuordnungen kam es 1935:
- Lannesdorf und Mehlem wurden nach Bad Godesberg eingemeindet.[4]
- Bad Godesberg erhielt das Stadtrecht.[9]
- Das Amt Adendorf wurde in Amt Meckenheim umbenannt.[10]
- Bornheim-Brenig, Kardorf-Hemmerich, Roisdorf und Waldorf wurden zur neuen Gemeinde Bornheim zusammengeschlossen.[8]
- Hersel, Uedorf, Widdig und Urfeld wurden zur neuen Gemeinde Hersel zusammengeschlossen.[8]
- Merten, Rösberg, Sechtem und Walberberg wurden zur neuen Gemeinde Sechtem zusammengeschlossen.[8]
- Die vergrößerten Gemeinden Bornheim, Hersel und Sechtem bildeten seitdem das Amt Bornheim.[11]
- Die Ämter Hersel und Sechtem wurden aufgehoben.

1937 wurde das Amt Oedekoven aufgelöst und seine Gemeinden dem Amt Duisdorf zugeordnet. Am 24. August 1952 erhielt die Gemeinde Beuel die Stadtrechte. Von 1955 bis 1957 entstand nahe dem alten ein neues Kreishaus an der Ecke Bachstraße/Wittelsbacher Ring. Das Amt Ollheim wurde 1961 in Amt Ludendorf umbenannt.
Am 1. August 1969 wurde der Raum Bonn/Siegkreis durch das Bonn-Gesetz grundlegend neu gegliedert. Der Landkreis Bonn wurde mitsamt allen Ämtern aufgelöst. Die Städte Bad Godesberg und Beuel sowie die Gemeinden Buschdorf, Duisdorf, Ippendorf, Lengsdorf, Lessenich und Röttgen wurden mit der bisherigen Stadt Bonn und weiteren Gemeinden des Siegkreises zur neuen Stadt Bonn vereinigt. Die Gemarkung Urfeld der Gemeinde Hersel wurde in die Gemeinde Wesseling, Landkreis Köln, eingemeindet, die übrigen Städte und Gemeinden zu den neuen Städten Rheinbach und Meckenheim bzw. den neuen Gemeinden Alfter, Bornheim, Swisttal und Wachtberg zusammengeschlossen und in den Siegkreis eingegliedert, der seitdem Rhein-Sieg-Kreis heißt.
Die folgende Tabelle listet die 52 Gemeinden, die bis 1969 zum Landkreis Bonn gehörten, und ihre heutige Zugehörigkeit:
| Gemeinde (1969)      | Amt (1969)         | Zugehörigkeit seit 1969 |
| -------------------- | ------------------ | ----------------------- |
| Adendorf             | Amt Meckenheim     | Gemeinde Wachtberg      |
| Alfter               | Amt Duisdorf       | Gemeinde Alfter         |
| Altendorf            | Amt Meckenheim     | Stadt Meckenheim        |
| Arzdorf              | Amt Meckenheim     | Gemeinde Wachtberg      |
| Bad Godesberg, Stadt | amtsfrei           | Stadt Bonn              |
| Berkum               | Amt Villip         | Gemeinde Wachtberg      |
| Beuel, Stadt         | amtsfrei           | Stadt Bonn              |
| Bornheim             | Amt Bornheim       | Gemeinde Bornheim       |
| Buschdorf            | Amt Duisdorf       | Stadt Bonn              |
| Buschhoven           | Amt Ludendorf      | Gemeinde Swisttal       |
| Duisdorf             | Amt Duisdorf       | Stadt Bonn              |
| Ersdorf              | Amt Meckenheim     | Stadt Meckenheim        |
| Essig                | Amt Ludendorf      | Gemeinde Swisttal       |
| Flerzheim            | Amt Rheinbach-Land | Stadt Rheinbach         |
| Fritzdorf            | Amt Meckenheim     | Gemeinde Wachtberg      |
| Gielsdorf            | Amt Duisdorf       | Gemeinde Alfter         |
| Gimmersdorf          | Amt Villip         | Gemeinde Wachtberg      |
| Heimerzheim          | Amt Ludendorf      | Gemeinde Swisttal       |
| Hersel               | Amt Bornheim       | Gemeinde Bornheim       |
| Hilberath            | Amt Rheinbach-Land | Stadt Rheinbach         |
| Holzem               | Amt Villip         | Gemeinde Wachtberg      |
| Impekoven            | Amt Duisdorf       | Gemeinde Alfter         |
| Ippendorf            | Amt Duisdorf       | Stadt Bonn              |
| Lengsdorf            | Amt Duisdorf       | Stadt Bonn              |
| Lessenich            | Amt Duisdorf       | Stadt Bonn              |
| Ließem               | Amt Villip         | Gemeinde Wachtberg      |
| Ludendorf            | Amt Ludendorf      | Gemeinde Swisttal       |
| Lüftelberg           | Amt Meckenheim     | Stadt Meckenheim        |
| Meckenheim, Stadt    | Amt Meckenheim     | Stadt Meckenheim        |
| Merl                 | Amt Meckenheim     | Stadt Meckenheim        |
| Miel                 | Amt Ludendorf      | Gemeinde Swisttal       |
| Morenhoven           | Amt Ludendorf      | Gemeinde Swisttal       |
| Neukirchen           | Amt Rheinbach-Land | Stadt Rheinbach         |
| Niederbachem         | Amt Villip         | Gemeinde Wachtberg      |
| Niederdrees          | Amt Rheinbach-Land | Stadt Rheinbach         |
| Oberbachem           | Amt Villip         | Gemeinde Wachtberg      |
| Oberdrees            | Amt Rheinbach-Land | Stadt Rheinbach         |
| Odendorf             | Amt Ludendorf      | Gemeinde Swisttal       |
| Oedekoven            | Amt Duisdorf       | Gemeinde Alfter         |
| Ollheim              | Amt Ludendorf      | Gemeinde Swisttal       |
| Pech                 | Amt Villip         | Gemeinde Wachtberg      |
| Queckenberg          | Amt Rheinbach-Land | Stadt Rheinbach         |
| Ramershoven          | Amt Rheinbach-Land | Stadt Rheinbach         |
| Rheinbach, Stadt     | amtsfrei           | Stadt Rheinbach         |
| Röttgen              | Amt Duisdorf       | Stadt Bonn              |
| Sechtem              | Amt Bornheim       | Gemeinde Bornheim       |
| Todenfeld            | Amt Rheinbach-Land | Stadt Rheinbach         |
| Villip               | Amt Villip         | Gemeinde Wachtberg      |
| Werthhoven           | Amt Villip         | Gemeinde Wachtberg      |
| Witterschlick        | Amt Duisdorf       | Gemeinde Alfter         |
| Wormersdorf          | Amt Rheinbach-Land | Stadt Rheinbach         |
| Züllighoven          | Amt Villip         | Gemeinde Wachtberg      |

## Einwohnerentwicklung
| Jahr | Einwohner |
| ---- | --------- |
| 1816 | 035.202   |
| 1828 | 041.230   |
| 1843 | 051.415   |
| 1871 | 069.648   |
| 1880 | 081.336   |
| 1890 | 057.808   |
| 1900 | 077.425   |
| 1910 | 070.516   |
| 1925 | 081.324   |
| 1939 | 109.204   |
| 1950 | 142.898   |
| 1960 | 191.100   |
| 1968 | 242.600   |

## Politik

### Ergebnisse der Kreistagswahlen ab 1946
In der Liste werden nur Parteien und Wählergemeinschaften aufgeführt, die mindestens zwei Prozent der Stimmen bei der jeweiligen Wahl erhalten haben.
Stimmenanteile der Parteien in Prozent
| \| Jahr \| CDU \| SPD \| FDP \| UWG \| DZP \| BHE \| \| ------ \| ---- \| ---- \| ---- \| ---- \| ---- \| ---- \| \| 1946 \| 64,6 \| 24,2 \| 03,7 \| \| 04,7 \| \| \| 1948 * \| 48,4 \| 32,2 \| 09,6 \| \| 06,0 \| \| \| 1952 \| 47,9 \| 25,6 \| 14,1 \| \| 04,8 \| 04,9 \| \| 1956 \| 51,9 \| 31,1 \| 11,7 \| \| 03,2 \| 02,1 \| \| 1961 \| 57,1 \| 25,4 \| 12,0 \| 04,3 \| \| \| \| 1964 \| 50,8 \| 32,8 \| 10,3 \| 06,1 \| \| \| |      |      |      |      |      |      |
| * zusätzlich: KPD: 3,2 % |      |      |      |      |      |      |
| Jahr | CDU  | SPD  | FDP  | UWG  | DZP  | BHE  |
| 1946 | 64,6 | 24,2 | 03,7 |      | 04,7 |      |
| 1948 * | 48,4 | 32,2 | 09,6 |      | 06,0 |      |
| 1952 | 47,9 | 25,6 | 14,1 |      | 04,8 | 04,9 |
| 1956 | 51,9 | 31,1 | 11,7 |      | 03,2 | 02,1 |
| 1961 | 57,1 | 25,4 | 12,0 | 04,3 |      |      |
| 1964 | 50,8 | 32,8 | 10,3 | 06,1 |      |      |

### Landräte
- 1816–1820 Anton Maria Karl von Belderbusch
- 1820–1854 Eberhard von Hymmen
- 1854–9999 Gerhard von Carnap-Bornheim
- 1854–1888 Karl von Sandt
- 1888–1903 Max von Sandt
- 1903–1912 August von Galen
- 1913–1923 Oskar von Nell
- 1923–1933 Edgar von Hobe
- 1933–1936 Gustav Haarmann
- 1936–1945 Robert von Barton gen. von Stedman
- 1945–9999 Edgar von Hobe
- 1946–1947 Johann Frizen
- 1947–1952 Willi Haas
- 1952–1964 Hans Hirschmann
- 1964–1969 Hans-Josef Bost

### Oberkreisdirektoren
- 1959–1969 Robert Eggert

### Kreisdirektoren
- bis 1969 Franz-Josef Schmitz

## Kfz-Kennzeichen
Am 1. Juli 1956 wurde dem Landkreis bei der Einführung der bis heute gültigen Kfz-Kennzeichen das Unterscheidungszeichen BN zugewiesen. Es wird in der Stadt Bonn durchgängig bis heute ausgegeben. Fahrzeuge, die bis 1969 im damaligen Landkreis Bonn zugelassen worden waren, weil Halter in Kommunen lebten, die früher zu diesem Landkreis gehörten und heute im Rhein-Sieg-Kreis liegen, tragen das Kennzeichen BN, das allerdings nicht im Rhein-Sieg-Kreis vergeben wird.